# Муэдзинзаде Али-паша
Муэдзи́нзаде Али-па́ша (тур. Ali Paşa Müezzinzade; 1522 — 7 октября 1571) — османский государственный деятель, бейлербей, капудан-паша (1569—1571).
Был командующим османским флотом в битве при Лепанто, в которой погиб.

## Биография
Этнический турок. По утверждению А. Констама, Али-паша родился в 1522 году в Анатолии (в Эдирне ). Лакаб Муэдзинзаде он получил, поскольку был сыном муэдзина.
Ходили слухи, что он служил муэдзином в Стамбуле, где на его голос обратил внимание кто-то из гарема султана. Никколо Каппони полагал, что это была Хюррем. Она оказала ему протекцию, после чего он был призван ко двору. Каппони также считал Али-пашу протеже Соколлу Мехмеда-паши .
По поводу карьеры Али мнения исследователей расходятся. Мехмед Сюрейя утверждал, что Али-паша обучался в Эндеруне, а после был мириалемом (начальником знаменосцев и музыкантов). По версии Никколо Каппони (ссылавшегося на Печеви и Узунчаршилы), чиновники, вышедшие из Эндеруна, смотрели на Али свысока, поскольку он в Эндеруне не учился. Али стал беввабом (привратником дворца), а затем чашнигиром (дегустатором), кетхудой капиджилар (главой привратников), агой янычаров, бейлербеем Алжира.
В 1560 году Али участвовал в сражении у острова Джерба. В 1563-66 годах он был бейлербеем Египта. В этой должности он командовал войсками Египта во время осады Мальты в 1565 году. Осенью 1566 года Али-паша вместе с визирем Ахмедом-пашой доставил в Стамбул тело скончавшегося при осаде Сигетвара султана Сулеймана.
Сообщения о дате назначения Али-паши на должность капудана разнятся. М. Сюрейя относил получение должности капудана Али-пашой к 1567/68 году. По словам И. Х. Узунчаршилы, Али-паша стал капуданом в 1568 году, когда Пияле-паша стал визирем. Перед этим Али-паша занимал должность аги янычаров. К. Имбер в целом повторил эти сведения, однако датировал их 1566 годом (периодом после восшествия на престол Селима II). А. Констам утверждал, что в 1570/71 году во время Кипрской войны Али-паша был только заместителем капудана Пияле-паши, а командующим флотом он стал после смещения Пияле-паши в январе 1571 года.
Али-паша был командующим флотом в битве при Лепанто. По мнению А. Констама, он был тяжело ранен и убит испанским солдатом. Согласно некоторым описаниям, отрубленную голову Али-паши принесли Хуану Австрийскому, на что тот ответил: «Что мне с ней делать?». В других рассказах голову бросили за борт или же насадили на пику. Нет никаких подтверждений этой истории. В турецкой версии он нанёс себе смертельную рану и прыгнул за борт, чтобы избежать плена. А Констам полагал, что это не соответствует характеру Али-паши, который сражался бы до последнего.

## Семья
Согласно Энтони Олдерсону, дочь султана Сулеймана, имени которой историк не назвал, была женой Али-паши. У них было два сына: Ахмед (1550—1571), и Мехмед (1560 — ?). Н. Сакаоглу повторил эти данные со ссылкой на Олдерсона. По словам Р. Кроули, в 1571 году сыновьям Али было 17 и 13 лет. Они сопровождали отца в битве при Лепанто и были захвачены в плен. Один из них умер в плену, второй был освобожден после того, как в мае 1573 года дочь Али написала Хуану Австрийскому и попросила освободить её братьев. Р. Кроули писал, что сын Али-паши, Мехмед, через два дня после битвы, в плену, увидел плакавшего юношу, отец которого был смертельно ранен на носу «Реала». «Почему он плачет?» — спросил Мехмед. Когда ему объяснили причину, он ответил: «И это всё? Я потерял отца, а также своё состояние, страну и свободу, но я не пролил ни слезинки». В 1599 году Мустафа Али упоминал Мехмеда среди беев, служивших многие годы в диване.

## Оценки
Османские историки были невысокого мнения о талантах Али-паши, поскольку он был янычаром и не имел опыта в командовании флотом. «Он не видел ни одного морского сражения и не был осведомлён о науке пиратства», — писал о нём Мехмед Солакзаде (1590—1658). «Капудан-паша в своей жизни не командовал даже гребной лодкой», — добавлял другой историк, Кятиб Челеби (1609—1657). А. Констам полагал, что «хотя он был способным командиром, но был ограничен агрессивными приказами своего султана сражаться с христианами, невзирая на риск для флота. При других обстоятельствах он мог бы выбрать лучшее место и время для сражения и, следовательно, изменить исход кампании».